# Tyndall
Tyndall és una població dels Estats Units a l'estat de Dakota del Sud. Segons el cens del 2000 tenia 1.239 habitants.

## Demografia
Segons el cens del 2000, Tyndall tenia 1.239 habitants, 524 habitatges, i 311 famílies. La densitat de població era de 302,8 habitants/km².
Dels 524 habitatges en un 24,4% hi vivien nens de menys de 18 anys, en un 50% hi vivien parelles casades, en un 5,9% dones solteres, i en un 40,5% no eren unitats familiars. En el 36,8% dels habitatges hi vivien persones soles el 20,8% de les quals corresponia a persones de 65 anys o més que vivien soles. El nombre mitjà de persones vivint en cada habitatge era de 2,22 i el nombre mitjà de persones que vivien en cada família era de 2,92.
Per edats la població es repartia de la següent manera: un 22,8% tenia menys de 18 anys, un 4,9% entre 18 i 24, un 23,1% entre 25 i 44, un 21,3% de 45 a 60 i un 27,8% 65 anys o més.
L'edat mediana era de 44 anys. Per cada 100 dones de 18 o més anys hi havia 89,7 homes.
La renda mediana per habitatge era de 28.042 $ i la renda mediana per família de 37.500 $. Els homes tenien una renda mediana de 24.219 $ mentre que les dones 20.109 $. La renda per capita de la població era de 15.086 $. Entorn del 9,6% de les famílies i el 17,2% de la població estaven per davall del llindar de pobresa.

## Poblacions més properes
El següent diagrama mostra les poblacions més properes.